# Sankt Michaelskirche (Meiringen)

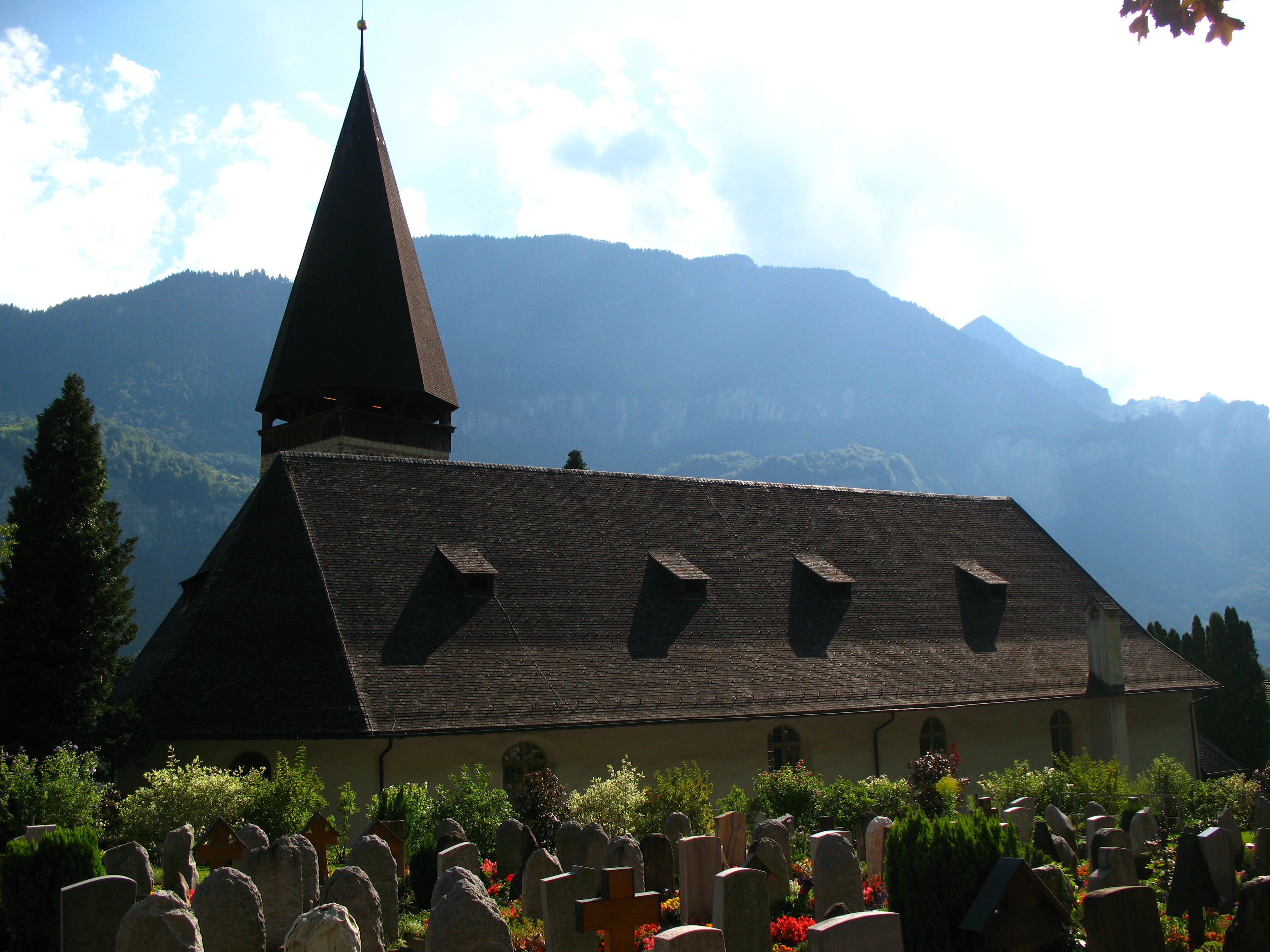
St. Michaelskirche

Die Sankt Michaelskirche in Meiringen ist eine evangelisch-reformierte Kirche im Haslital, Schweiz. Sie ist eines der spektakulärsten Gebäude in der Region. Unter der jetzigen barocken 1684 erbauten Saalkirche befinden sich mehrere Vorgängerkirchen, die durch die archäologischen Ausgrabungen zugänglich gemacht wurden. Ausser der Kirche befinden sich auf dem Areal andere Gebäude von Bedeutung: der Glockenturm, die Zeughauskapelle, die Pfrundscheune und das Pfarrhaus. Die Sankt Michaelskirche steht unter dem Schutz des Bundes.
Die Michaelskirche gehört zur Reformierten Kirchgemeinde Meiringen im kirchlichen Bezirk Interlaken–Oberhasli der  reformierten Landeskirche Bern Jura Solothurn.

## Geschichte

### Ursprung
Über Jahrhunderte wurden die Kirchenbauten von Meiringen immer wieder von Hochwasser führenden Bächen überschwemmt und verschüttet. Die verschütteten Kirchen wurden jeweils ausgegraben oder neu aufgemauert, vergrössert und ein neuer Mörtelboden auf den verteilten Schutt gegossen.
Die Gründung der ersten Kirche von Meiringen, oder zu Hasle, wie man damals sagte, liegt im Dunkel der Vergangenheit und unter dem Schutt der Bäche immer noch verborgen.
Die Kirche wurde dem Erzengel Michael geweiht. Manches deutet darauf hin, dass bereits bei der Christianisierung ein heidnisches Sanktuarium vorhanden gewesen sein muss. Ein Hinweis darauf ist eine römische Marmorplatte vor dem Altar der Kirche aus dem 13. Jahrhundert, wie auch das Vorhandensein eines keltischen Steinkreises auf dem Kirchet (Ker), dessen Steine 1840 aus Unkenntnis ihrer geschichtlichen Bedeutung, für den Bau der Nydeggbrücke nach Bern geliefert wurden.

### 12./13. Jahrhundert
Schriftlich wird die Kirche von Meiringen erstmals am 18. August 1234 erwähnt. König Heinrich von Hohenstaufen schenkt die Reichskirche und den Kirchensatz dem Kreuzritterorden der Lazariter.
Der Kirchenraum wurde gegen Süden und Westen erweitert und damit aus der bisherigen Mittelachse verschoben. Gegen Osten entstand der rechteckige höher gelegene Chorraum mit Altar und die Lazariterkapelle mit dem Lazariter-Wohnturm.

### Die Lazariter in Meiringen

Wappen der Lazariter

Der Lazariter-Orden entstammt einer christlichen Bruderschaft des hl. Lazarus, die bei Jerusalem ein Spital für Aussätzige errichtet und deren Pflege übernommen hatte. Im 11. Jahrhundert wurde diese Bruderschaft in einen Ritterorden umgewandelt. Dieser militärisch-hospitalische Orden pflegte Ritter die bei den Kämpfen in den Kreuzzügen verletzt oder erkrankt waren. Auch verwundete Gegner fanden Pflege und Fürsorge. Daher wurden die Lazariter auch von Sultan Saladin geachtet und geschätzt. Interessant dürfte auch sein, dass ihr Kreuzzeichen die Farbe des Propheten Mohammed aufweist.
In Meiringen waren die Lazariter nur für kurze Zeit tätig. In der Kirche dienten sie als Leutpriester. Ob sie hier auch ein Kloster mit Spital einrichteten und betrieben, um Kranke oder verletzte Reisende zu betreuen, die über die Gebirgspässe kamen, ist nicht bekannt. Bereits im Jahr 1272 schenkten sie die Kirche und den Kirchensatz dem Augustiner-Kloster in Interlaken. In der heutigen Schweiz gab es noch zwei weitere Niederlassungen des Lazariterordens. So in Seedorf (Uri) und in Gfenn bei Dübendorf. Der Hauptsitz befand sich in Schlatt bei Freiburg im Breisgau.

### Obhut Kloster Interlaken
In den Jahren von 1272 bis zur Reformation 1528 unterstand die Kirche von Meiringen dem Kloster Interlaken. In dieser Zeit gab es viele Auseinandersetzungen in verschiedenen Belangen zwischen der Landschaft Hasle (Politische Behörden) und dem Kloster auf dem Bödeli. Die Kirche Meiringen wurde nach erneuten Verschüttungen durch die Bäche im 14. und 15. Jahrhundert auf höherem Terrain neu aufgebaut und erweitert. Eine Rekonstruktion dieser Bauten ist kaum möglich, da wichtige Eckpunkte dazu fehlen. Ob die Kirche als dreischiffige Pfeilerbasilika ausgeführt war (ähnlich wie die Kirche Amsoldingen), kann wegen des Fehlen der Pfeilerfundamente nicht nachgewiesen werden. Einzig der Chor-Grundriss der Kirche, die kurz vor der Reformation im 15. Jahrhundert errichtet wurde, ist bekannt.

### Kirchenneubau von 1683/84

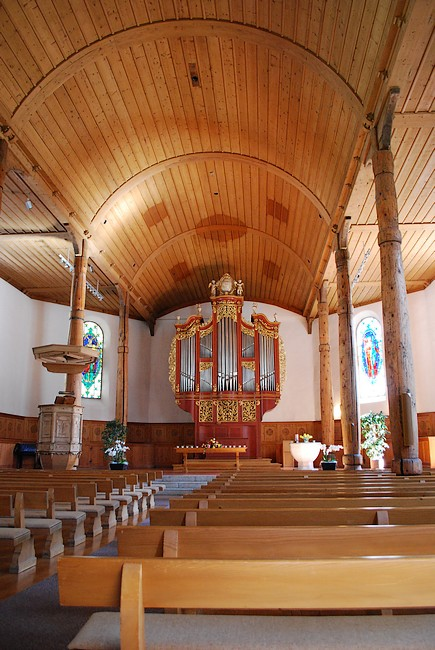
Innenansicht der Michaelskirche

Der Kirchenbau von 1683 wurde vom Berner-Stadtbaumeister Abraham Dünz I. geleitet. Die Chorpartie baute er im Sinne des reformierten Kirchenverständnisses aus.
Für die Zimmermannsarbeit des grossen Dachstuhls konnte der einheimische Fachmann Melcher Gehren gewonnen werden. Dieser hatte in Hamburg die Zusatzausbildung eines Schiffszimmermanns gemacht. Um die grosse Spannweite des Dachstuhls zu überbrücken, entwarf Gehren eine geniale Lösung. Im Prinzip entspricht die Konstruktion einem umgestülpten Schiffsrumpf. Die Träger wurden mit Keilen verbunden und mit Holznägeln fixiert. Durch das Anbringen der zwölf grossen Holzsäulen entstand ein dreischiffiger Kirchenraum.
Mit dem fensterlosen Oberteil des Mittelschiffs ist die reformierte Kirche Meiringen eine Pseudobasilika.
Eine im Prinzip ähnliche, wenn auch nicht so elegante Deckenkonstruktion, weist die Kirche Saanen auf.

## Ausstattung

### Kirchentürschloss
Bereits vor dem Betreten der Kirche fällt das kunstvolle Schloss an der Kirchentüre auf. Nach einer Expertise wurde diese Schliessvorrichtung nach der Überschwemmung von 1762 an der Türe angebracht. Das damals teure Material war für die Landschaft wohl nur erschwinglich, weil im Hasli das Eisen gewonnen und im Eisenbergwerk Mühletal verhüttet wurde.

### Taufstein
Der gotische Taufstein aus Sandstein in der Form eines Kelches dürfte um die Mitte des 14. Jahrhunderts angefertigt worden sein. Es ist der älteste Gegenstand in der Kirche von 1684. Eine aus getriebenem Kupfer mit einem Hasliadler geschmückte Beckenabdeckung aus dem Jahre 1949 ergänzt diesen historischen Gegenstand in idealer Weise. Die Chronik berichtet, dass der Taufstein im Jahre 1597 aus der Mitte der Kirche versetzt und 1684 in den Chor verlegt wurde.

### Kanzel
Die Kanzel ist noch weitgehend im Originalzustand von 1684 erhalten. Ursprünglich war sie auf der rechten Seite nahe der Eingangstreppe an der dritten Holzsäule befestigt. Nachdem die seinerzeitige grauschwarze Bemalung bei der Renovation 1973 abgelaugt worden war, wurde die Kanzel auf der gegenüberliegenden Seite an der zweiten Säule angebracht.

### Wandmalereien

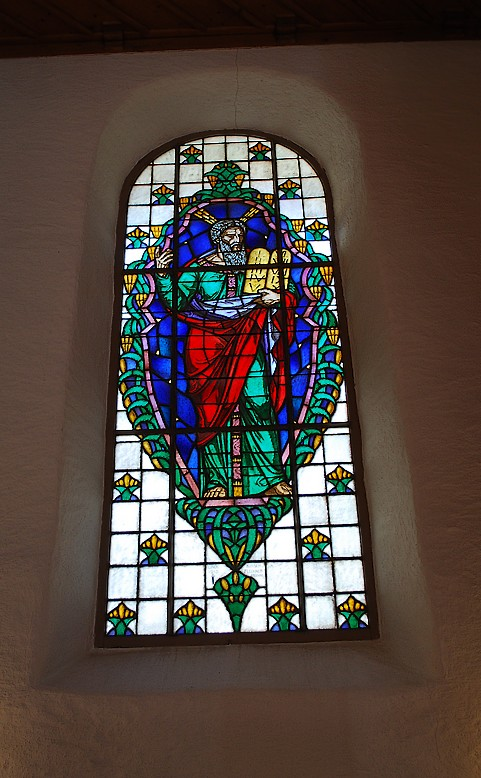
Moses mit den Gesetzestafeln

Zur Zierde der Wände fertigten Christian und Hans Victor Stucki 1683 zwei polychrome Tafeln als Wandschmuck. An der Südwand hängt die Tafel mit dem Glaubensbekenntnis und auf jener der Nordwand sind die Zehn Gebote in goldenen Lettern aufgemalt. Die Tafeln wurden 1973 restauriert.

### Chorgestühl
Das Chorgestühl mit dem geschnitzten Täfer aus dem Jahr 1907 wurde von der damaligen Schnitzerschule in Meiringen nach Vorlagen des Berner Kunstmalers Rudolf Münger angefertigt und montiert.

### Glasfenster
Zwei farbige Glasfenster sind auf der Ostseite der Kirche, beidseits der Orgel in den abgeschrägten Chormauern eingelassen. Die Bilder von Glasmaler Ernst Linck aus den Jahren 1915/16 zeigen Moses mit den Gesetzestafeln und Christus mit dem Kreuz. Bei der Überschwemmung im Jahr 1762 waren die ursprünglichen farbigen Glasfenster, eine Spende der Berner Regierung und der Stadt Unterseen, zerstört worden.

### Orgel
Die erste Orgel wurde von Johann Suter, Orgelbauer in Bern, im Jahre 1789 erbaut und hatte 14 Register auf einem Manual. Die Kosten beliefen sich auf 1500–1600 Kronen, nach heutigem Wert ca. 350 000 Franken. Hundert Jahre später erneuerte der Orgelbauer Friedrich Goll von Luzern die Orgel. Die alten Pfeifen aus Zinn werden durch solche aus bronziertem Zinkblech ersetzt. (19 Register – zwei Manuale – Pedal). 1943 erweiterte die Manufaktur Metzler und Söhne aus Dietikon die Orgel auf 25 Register – zwei Manuale – Pedal. Die jeweiligen Orgeln wurden im ersten historischen Gehäuse untergebracht. 1972/73 wurde die Orgel durch die Firma Rieger Orgelbau aus Schwarzach in Vorarlberg erneuert und auf 36 Register mit drei Manualen erweitert. Die Orgelempore wurde entfernt und die Orgel an gleicher Stelle, aber auf der Ebene des Chors aufgestellt. Hierbei wurde das historische Gehäuse teilweise verwendet. 2000 erfolgte eine  Revision der Orgel durch Lifart Orgelbau, Emmen, 2014 eine Revision durch Orgelbau Thomas Wälti, Gümligen.
Vor der Beschaffung der Orgel im Jahre 1789 begleitete ein Bläserquartett jeweils den Gemeindegesang. Bei der ersten Revision der Orgel 1889 wurde das alte noch gut erhaltene Orgelgehäuse weiter verwendet. Herr Althaus (Fam. Althaus, Holzschnitzerei) stattete das äussere Gehäuse und den Orgellettner mit Holzschnitzereien aus, die anschliessend vergoldet wurden.

### Fresken
Von einem einstigen Bilderzyklus sind an der südlichen- und westlichen Innenwand romanische Fresken erhalten. Nach Beurteilung der Malerei in Bezug auf die Ornamentik, Architekturen, Gewandungen und Bewaffnungen, sind die Abbildungen in romanischem Stil gehalten. Ihre erste Bemalung ist dem 13. Jahrhundert zuzuordnen.
Thema der Bilder sind Geschichten aus dem Buch Gen 6,9  und Gen 9,20 .
Die Bilder zeigen die Arche Noahs, Noah als Landmann beim Anlegen eines Weinbergs, Noah und seine Familie bewundern den schön gewachsenen Weinstock. Auffallend ist die noble Kleidung der Familie. Noah trägt einen romanischen Mantel mit Broschenverschluss auf der Achsel. Ein weiteres Bild zeigt den betrunkenen Noah. Berauscht liegt er im Garten unter einem Baum. Er wird von seinen Söhnen mit einem Mantel zugedeckt. Die Darstellung entspricht nicht wörtlich dem biblischen Text.
Die Fresken sind heute stark vom Zerfall gefährdet und in vielen Bildpartien nur noch verblasst erkennbar.

## Ausgrabungen

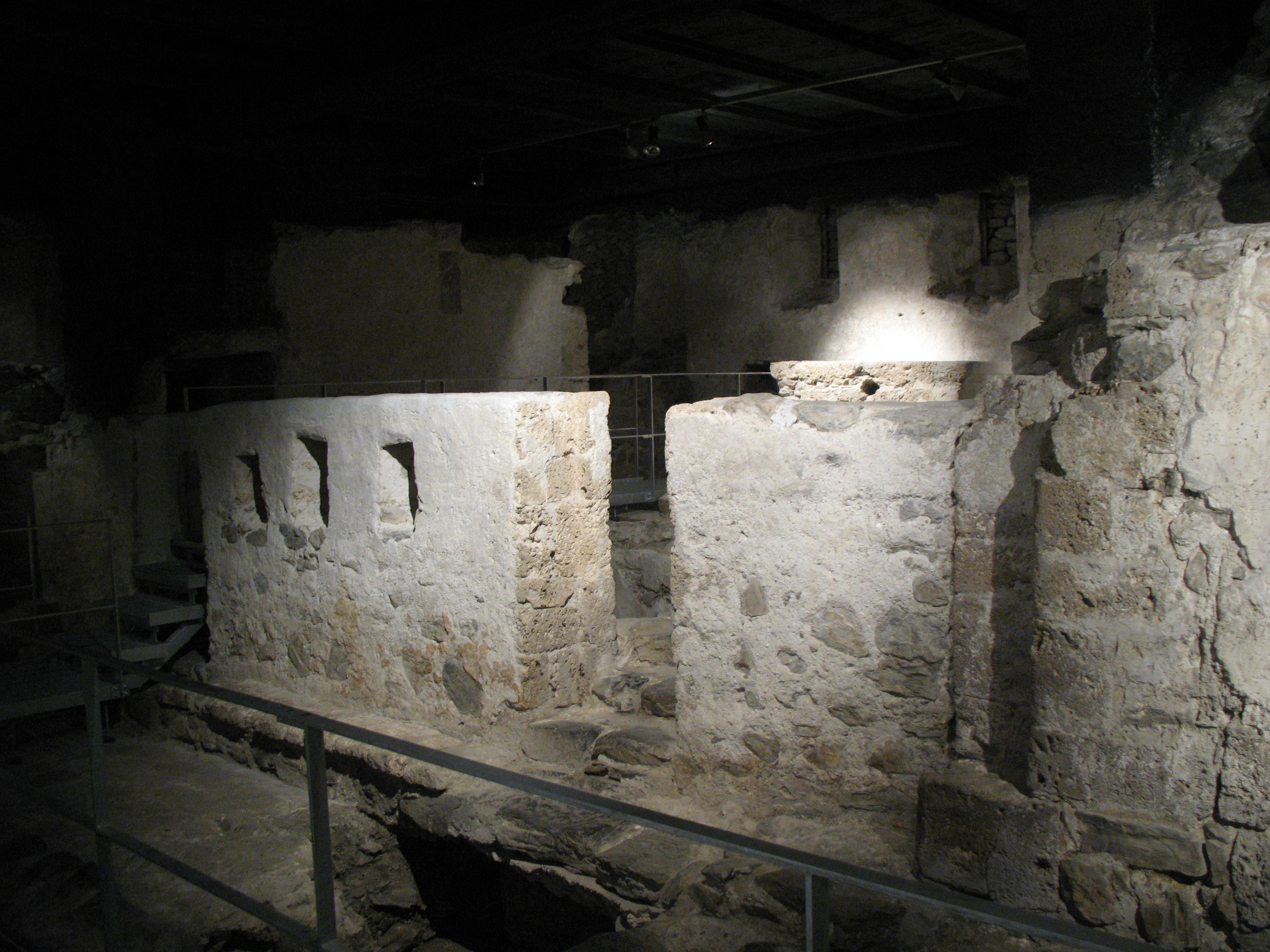
Ausgrabungen

Anlässlich der Kirchenrenovation in den Jahren 1915/16 entdeckten die Bauleute unter dem Kirchenboden alte Mauerfragmente. Bei den weiteren Abklärungen und Ausgrabungen, die nach der Finanzierung durch Bund, Kanton, Kirchgemeinde und dem gemeinnützigen Verein von Meiringen vorgenommen werden konnten, erwies es sich, dass mehrere Grundmauern, Altäre, ein Lettner (Chorschranke) und kostbare sakrale Gegenstände zum Vorschein kamen. Diese Entdeckungen wurden zum Schlüssel der Kirchengeschichte von Meiringen, wie sie vorgängig beschrieben wurden. Bei der Restaurierung im Jahre 2006 konnte ein Grabungsschnitt bei der nördlichen Kirchenmauer freigelegt werden. Hier können anhand der Schichtungen die Überführungen der Murgänge und Überschwemmungen der Bäche vom 12. bis zum 16. Jahrhundert „abgelesen“ werden. An der Nordmauer kamen farbige Fresken aus dem 12. Jahrhundert zum Vorschein. Zur Schonung des Mörtelbodens aus dem 12. Jahrhundert entschloss sich die Bauleitung, Gitterroste als Laufstege zu verlegen, die mit Geländern flankiert, den Besucher durch die Ausgrabungen führen. Mit der modernen Beleuchtungs-Einrichtung lassen sich die Mauerfragmente, der Lettner, die beiden Seitenaltäre und der Hauptaltar mit der davor liegenden, Platte aus rosafarbigem Marmor mit der bearbeiteten Kante (römisch), präsentieren.

## Kirchturm
Der 45 m hohe Turm ist nach den vier Himmelsrichtungen ausgerichtet und von der Kirche freigestellt. Die Anfänge der Geschichte des Kirchturmes sind bis heute ein Geheimnis. Auf Grund seiner Bausubstanz kann angenommen werden, dass seine ursprüngliche Bestimmung einer andern Aufgabe gedient hat. Die Dimensionierung des Grundrisses, die zwei Absätze der Verjüngungen des Mauerwerks nach oben und der einstige Hocheingang deuten auf einen Wehrturm hin. War er Teil eines Burgareals der Zähringer? Ein 8-eckiger pyramidenförmiger Turmhelm mit goldener Kugel (Archiv-Kapsel) und dem Hasliadler schliessen den Turm nach oben ab.

### Glocken
Im Glockenstuhl sind vier Glocken installiert, die größte und schwerste aus dem Jahr 1351 und drei weitere, die H. Rüetschi 1970 und 1987 (Kleine Glocke) goss:
| Glocke | Name             | Durchmesser | Gewicht     | Schlagton |
| ------ | ---------------- | ----------- | ----------- | --------- |
| 1      | Totenglocke      | 146 cm      | ca. 2400 kg | d′ 4⁄16   |
| 2      | Mittagsglocke    | 125 cm      | 1200 kg     | e′ 5⁄16   |
| 3      | Feierabendglocke | 104 cm      | 0730 kg     | g′ 7⁄16   |
| 4      | Kleine Glocke    | 087 cm      | 0376 kg     | h′        |

Vor dem Turm sind die alte Feierabendglocke aus dem Jahre 1351 (älteste Glocke im Kt. Bern) und die alte Mittagsglocke von 1480 aufgestellt. Diese mussten wegen Rissbildungen ersetzt werden.

### Turmuhr
Die Turmuhr befindet sich in der obersten südlichen Fensterreihe (Quarzwerk). Zwischen dem ersten und dem zweiten Mauerabsatz auf der Südseite ist das grosse mittelalterliche Fresko des Christophorus aufgemalt. Der einheimische Kunstmaler A. Brügger sen. restaurierte das Gemälde 1938. In der Mittelachse des Turmes ist eine uralte Sonnenuhr mit einem Schattenstab
angebracht.

## Zeughauskapelle
Um 1486 wurde die Frühmesskapelle mit dem Beinhaus an Stelle einer früheren Kapelle erbaut. Ulrich Hürnli, Landammann und Säumer, war der Spender dieses Bauwerkes. Bei der Reformation von 1528 wurde das Gebäude zweckentfremdet. Es diente fortan der Landschaft Hasli als Zeughaus. Erst 1892 wurde der Bau wieder für kirchliche Anlässe verwendet. Daher die heutige Bezeichnung „Zeughaus-Kapelle“. 1933 konnte das Gebäude umfassend restauriert werden. Der einheimische Kunstmaler A. Brügger sen. renovierte und ergänzte die Fragmente der alten Wandgemälde.
Von 1980 bis 82 kamen eine Gesamtrenovation der Zeughaus-Kapelle und die Aufarbeitung der spätgotischen Wandmalereien zur Ausführung.

## Pfarrhaus
Das Pfarrhaus wurde in Jahren 1734/ 1736 durch den Stadtbaumeister von Bern, Niklaus Schiltknecht im Stil eines barocken Landhauses erbaut. Gleichzeitig baute er im Auftrag der Berner Regierung die Wassersperrmauer „Lengenmüür“. Vorgängig war Meister Schiltknecht mit dem Bau der Heiliggeistkirche und mit dem Bau des Burgerspitals in Bern betraut. Hier in Meiringen erfüllte er einer der letzten Aufträge. Schiltknecht starb im Jahre 1735.

## Pfrundscheune
Zur Bewirtschaftung des zur Kirche gehörenden Pfrundgutes wurde im Jahre 1763 die Pfrundscheune gebaut. Der auf einen Kalksteinsockel errichtete Holzaufbau in gemischter Ständerbauweise dient heute der Begräbnisgemeinde von Meiringen als Aufbahrungshalle. Die Architekten Bysäth und Linke errichteten im Innern einen aus Glas und Marmor gestalteten Licht durchfluteten Innenraum.

## Wissenswertes
- Die Kirche findet im Pastiche-Roman "Der Fall Moriarty" von Anthony Horowitz, der die Geschehnisse der Sherlock-Holmes-Kurzgeschichte "Das letzte Problem" aus der Perspektive des Erzfeindes James Moriarty erzählt, Erwähnung. Die Originalgeschichte spielt, genau wie der Beginn des Pastiche-Romans, im schweizerischen Meiringen. In Horowitz' Werk wird die Leiche des verstorbenen Moriarty im Keller der Sankt Michaelskirche aufgebahrt.[4]

## Nachweise
1. ↑  Meiringen - Michaelskirche - Main Organ | Organs. Abgerufen am 16. Dezember 2023 (englisch).
2. ↑  Orgelverzeichnis Schweiz und Liechtenstein: Ref. Kirche Meiringen BE; hier auch Disposition der aktuellen und früherer Orgeln
3. ↑  SRF: Glocken der Heimat – Meiringen, St. Michael
4. ↑  Anthony Horowitz: Der Fall Moriarty: Eine Geschichte von Sherlock Holmes' großem Gegenspieler. Insel Verlag (Suhrkamp), Berlin 2014, ISBN 978-3-458-17612-1, 1 Die Reichenbachfälle.

Koordinaten: 46° 43′ 46,7″ N, 8° 11′ 21″ O; CH1903: 657370 / 175656